# Dionisio Battaglia
Dionisio Battaglia (Verona, circa 1510 – Verona, circa 1565) è stato un pittore italiano.

## Biografia
Dionisio Battaglia nacque a Verona agli inizi del XVI secolo.
Non si posseggono molte informazioni biografiche riguardanti la vita di Battaglia e nemmeno sulla sua carriera artistica.
Infatti due sono le opere firmate da Battaglia e quindi sono certamente sue: un affresco documentato sulla facciata di una casa presso la chiesa di Santa Caterina alla Ruota, considerato dagli storici dell'arte un'opera del periodo giovanile, ma attualmente irrintracciabile; l'altra opera sicura è la grande pala d'altare con la Madonna fra san Giuliano e santa Giuliana (1547, Verona, chiesa di sant'Eufemia), recante la dicitura "Dionisius Battalea fecit 1547", che rivela, in uno schema ancora arcaico, influssi del Francesco Torbido e dei manieristi bresciani.
In quest'opera, alterata da numerosi ritocchi, il pittore infatti risolve uno stile compositivo ancora quattrocentesco nel manierismo vicino a Giulio Romano e nella gamma cromatica dell'ultimo Torbido, oltre che presentare nella figura della Vergine, elementi derivati da Il Moretto e dagli altri bresciani attivi a Verona intorno al 1540.
I contatti con il Torbido furono già notati dagli antichi storici dell'arte locali, i quali attribuirono al Battaglia alcune opere che la critica moderna è concorde nel restituire al Torbido (la Madonna e Santi in basilica di San Zeno a Verona; Santa Barbara, san Rocco e sant'Antonio nella chiesa di Sant'Eufemia).
Non è da escludere d'altro canto che sotto il nome del Torbido possano esistere, in qualche collezione privata, opere appartenenti invece al Battaglia.

## Opere
- Affresco documentato sulla facciata di una casa presso la chiesa di Santa Caterina alla Ruota, Verona;
- Pala d'altare con la Madonna fra san Giuliano e santa Giuliana, chiesa di sant'Eufemia, Verona (1547);
- Madonna e Santi in basilica di San Zeno, Verona (attribuito o al Battaglia o al Torbido);
- Santa Barbara, san Rocco e sant'Antonio, chiesa di Sant'Eufemia, Verona, (attribuito o al Battaglia o al Torbido).